# Semaeopus dominicana
Semaeopus dominicana är en fjärilsart som beskrevs av Louis Beethoven Prout 1918. Semaeopus dominicana ingår i släktet Semaeopus och familjen mätare. Inga underarter finns listade i Catalogue of Life.